# Nowa Wieś (obwód miński)
Nowa Wieś (biał. Новая Вёска, Nowaja Wioska; ros. Новая Вёска, Nowaja Wioska) – wieś na Białorusi, w obwodzie mińskim, w rejonie stołpeckim, w sielsowiecie Świerżeń Stary, przy skrzyżowaniu dróg republikańskich R2 i R11.

## Historia
W dwudziestoleciu międzywojennym leżała w Polsce, w województwie nowogródzkim, w powiecie nieświeskim, w gminie Horodziej. W 1921 miejscowość liczyła 653 mieszkańców, zamieszkałych w 119 budynkach, w tym 639 Białorusinów i 14 Polaków. 651 mieszkańców było wyznania prawosławnego i 2 rzymskokatolickiego.
Po II wojnie światowej w granicach Związku Sowieckiego. Od 1991 w niepodległej Białorusi. Do 28 maja 2013 siedziba siesowietu sielsowietu Worotyszcze.